# Communauté rurale d'Enampore
La communauté rurale d'Enampore est une communauté rurale du Sénégal, située le long du fleuve Casamance, dans le sud du pays.

## Administration
Elle fait partie de l'arrondissement de Nyassia, du département de Ziguinchor et de la région de Ziguinchor,,.

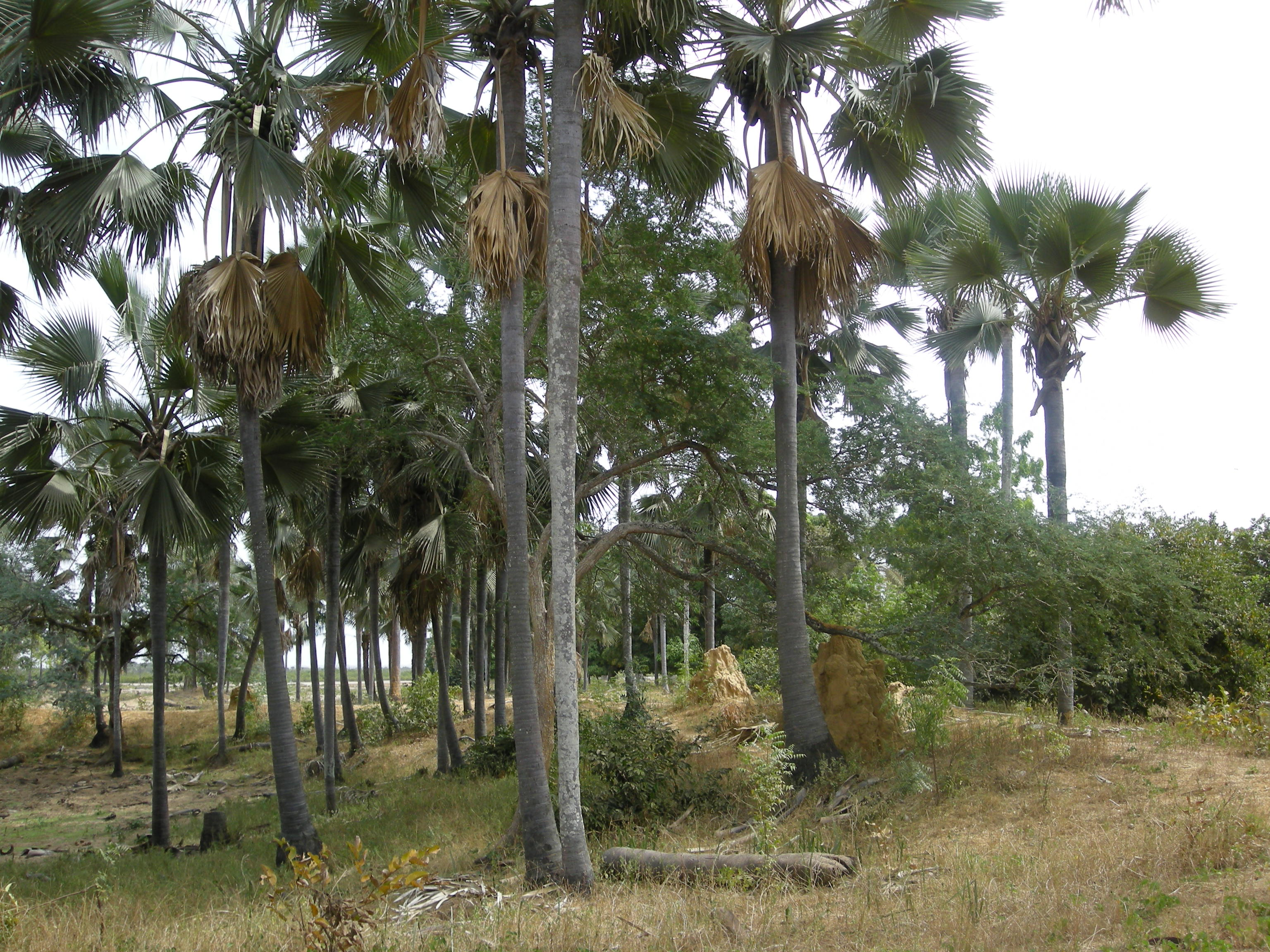
Rôniers et termitières près de Séléki

Les villages de la Communauté rurale sont :
- Badiatte Grand
- Badiatte Soughère
- Bandial
- Batighere
- Brin
- Djibonker
- Enampor
- Essyl
- Etama
- Kamobeul
- Mamatoro
- Médina
- Séléki